# Martina Trevisan
Martina Trevisan (* 3. November 1993 in Florenz) ist eine italienische Tennisspielerin. Ihr älterer Bruder Matteo ist ebenfalls Tennisprofi.

## Karriere
Trevisan, die im Alter von fünf Jahren mit dem Tennisspielen begann, gab 2008 ihren Einstand auf der ITF Women’s World Tennis Tour, auf der sie bislang zehn Einzel- und zwei Doppeltitel gewinnen konnte. 2009 folgte ihr Debüt auf der WTA Tour, nachdem sie von den Veranstaltern des Premier 5-Turniers in Rom eine Wildcard für die Qualifikation erhalten hatte. Dort scheiterte sie jedoch bereits in der Auftaktrunde.
Nach einer erfolgreichen Laufbahn als Juniorin bestritt Trevisan, die 2009 jeweils im Doppel das Halbfinale bei den Nachwuchskonkurrenzen der French Open und von Wimbledon erreichte, zwischen 2010 und 2013 aufgrund psychischer Probleme keine offiziellen Turniermatches. In dieser Zeit litt sie nach eigenen Angaben wegen familiärer Schwierigkeiten und steigendem Erfolgsdruck an Essstörungen und begab sich in psychologische Behandlung.
2014 kehrte Trevisan auf die ITF Tour zurück und gewann ihre ersten beiden Profititel. Im Jahr darauf siegte sie erstmals bei einem Turnier der $25.000-Kategorie, 2016 stand sie im Finale des hochdotierten $100.000-Turniers in Biarritz, unterlag dort aber Rebecca Šramková. Bei den Internazionali d’Italia erhielten Trevisan und ihre Doppelpartnerin Sara Errani 2017 eine Wildcard, sie erreichten das Viertelfinale. Im Einzel scheiterte sie hingegen schon in der ersten Runde der Qualifikation. Im selben Jahr trat Trevisan in Wimbledon erstmals in der Qualifikation zu einem Grand-Slam-Turnier an, schied aber in der ersten Runde aus. Anschließend stand sie in Gstaad zum ersten Mal im Hauptfeld eines WTA-Turniers, verlor aber in der Auftaktrunde gegen Anett Kontaveit.
2019 errang Trevisan in Charleston mit einem Auftakterfolg über Nadija Kitschenok ihren ersten Hauptrundensieg auf der WTA Tour. Im Jahr darauf überstand sie bei den Australian Open erstmals die Qualifikation zu einem Grand-Slam-Turnier, bevor sie in der ersten Runde gegen die spätere Siegerin Sofia Kenin ausschied. Der mit Abstand größte Erfolg ihrer bisherigen Karriere gelang ihr nach der coronabedingten Saisonunterbrechung mit dem Einzug ins Viertelfinale der French Open. Dort schlug sie nach Siegen über Cori Gauff und Maria Sakkari mit Kiki Bertens im Achtelfinale erstmals eine Spielerin aus den Top Ten der Weltrangliste, ehe sie in der Runde der letzten Acht der späteren Gewinnerin Iga Świątek unterlag. Durch den Erfolg rückte Trevisan im Ranking erstmals unter die 100 Besten der Welt vor. Zuvor hatte sie mit ihrer Landsfrau Elisabetta Cocciaretto in Palermo ihr erstes WTA-Endspiel im Doppel erreicht.

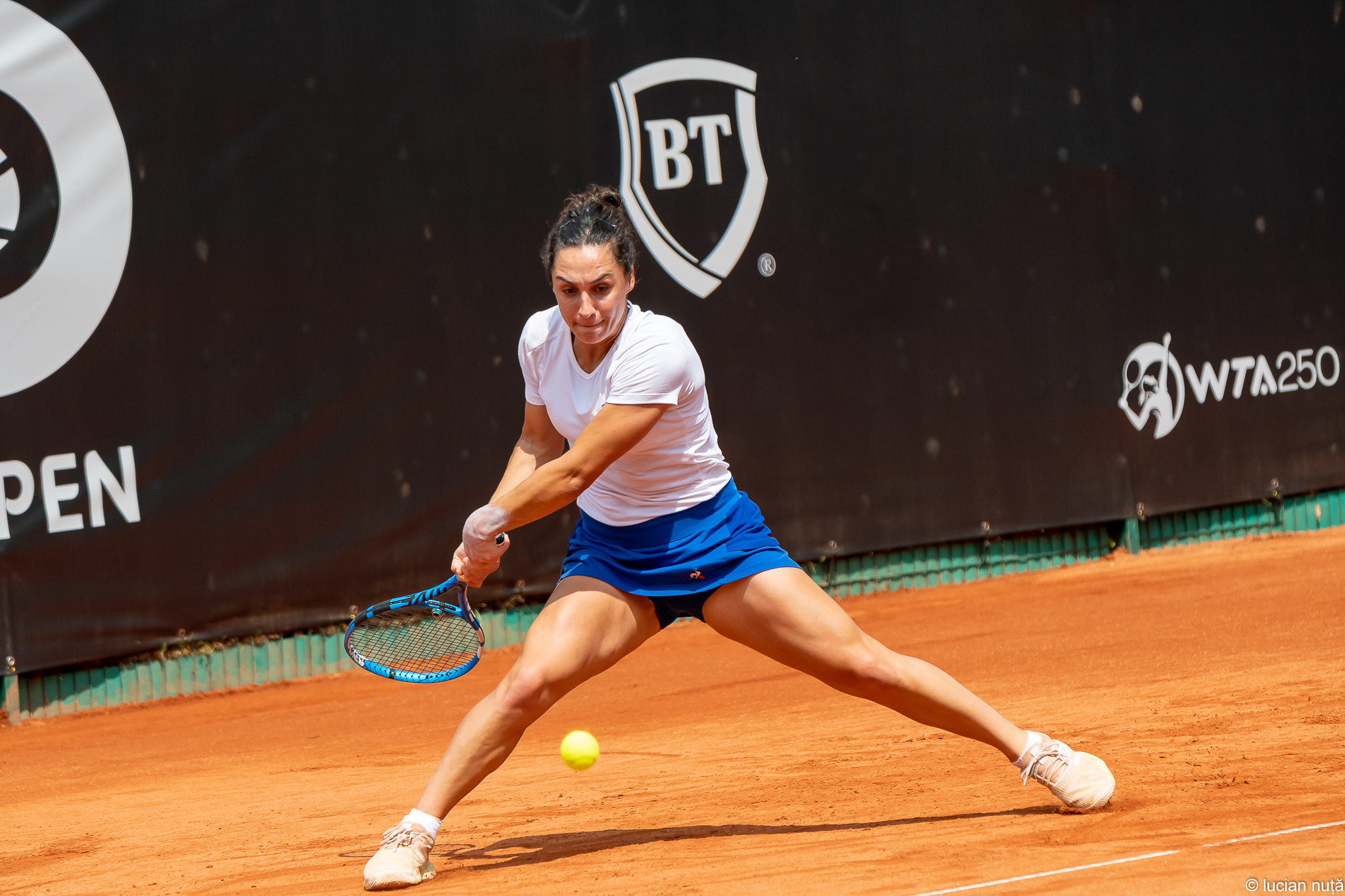
Martina Trevisan (2021)

2021 konnte sie an ihren großen Erfolg aus dem Vorjahr jedoch nicht anknüpfen und blieb bis zu den French Open ohne Sieg auf der WTA Tour. Erst gegen Ende des Jahres stabilisierten sich ihre Leistungen mit dem Erreichen des Endspiels bei einem Turnier der WTA Challenger Series in Karlsruhe, in dem sie Mayar Sherif unterlag, sowie dem Sieg bei einem ITF-Turnier der $80.000-Kategorie in Valencia wieder. Im Oktober 2021 erzielte sie mit Platz 66 ihre bis dahin beste Weltranglistenposition, schloss die Saison aber deutlich außerhalb der Top 100 der Weltrangliste ab. Als Qualifikantin bei den Australian Open zu Beginn des Jahres 2022 in das Turnier gestartet, rückte sie in die zweite Runde vor und schaffte so den direkten Wiedereinstieg in die 100 Besten.
2017 gab Trevisan bei der 2:3-Viertelfinalniederlage gegen die Slowakei ihren Einstand für die italienische Fed-Cup-Mannschaft. Seitdem hat sie für ihr Land neun Begegnungen im Einzel und Doppel bestritten, von denen sie sechs gewinnen konnte (Einzelbilanz 2:2). Im Doppel kassierte sie bei fünf Auftritten bislang nur eine Niederlage.

## Turniersiege

### Einzel
| Nr. | Datum              | Turnier                  | Kategorie      | Belag | Finalgegnerin       | Ergebnis      |
| --- | ------------------ | ------------------------ | -------------- | ----- | ------------------- | ------------- |
| 1.  | 14. September 2014 | Santa Margherita di Pula | ITF $10.000    | Sand  | Cristiana Ferrando  | 6:4, 6:3      |
| 2.  | 21. September 2014 | Santa Margherita di Pula | ITF $10.000    | Sand  | Marie Benoît        | 6:4, 6:3      |
| 3.  | 17. Mai 2015       | Santa Margherita di Pula | ITF $10.000    | Sand  | Ulrikke Eikeri      | 6:3, 3:6, 6:1 |
| 4.  | 1. August 2015     | Rom                      | ITF $25.000    | Sand  | Lisa Sabino         | 6:1, 6:3      |
| 5.  | 4. Oktober 2015    | Santa Margherita di Pula | ITF $10.000    | Sand  | Anastasia Grymalska | 7:5, 3:6, 6:1 |
| 6.  | 28. August 2016    | Bagnatica                | ITF $25.000    | Sand  | Katarzyna Piter     | 6:1, 5:7, 7:5 |
| 7.  | 9. Oktober 2016    | Santa Margherita di Pula | ITF $25.000    | Sand  | Beatriz Haddad Maia | 6:3, 6:4      |
| 8.  | 25. Juni 2017      | Warschau                 | ITF $25.000+H  | Sand  | Olha Jantschuk      | 6:2, 6:4      |
| 9.  | 22. September 2019 | Santa Margherita di Pula | ITF W25        | Sand  | Seone Mendez        | 6:4, 5:7, 7:5 |
| 10. | 19. September 2021 | Valencia                 | ITF W80        | Sand  | Dalma Gálfi         | 4:6, 6:4, 6:0 |
| 11. | 21. Mai 2022       | Rabat                    | WTA 250        | Sand  | Claire Liu          | 6:2, 6:1      |
| 12. | 14. Juli 2024      | Båstad                   | WTA Challenger | Sand  | Ann Li              | 6:2, 6:2      |

### Doppel
| Nr. | Datum           | Turnier                  | Kategorie   | Belag | Partnerin           | Finalgegnerinnen                        | Ergebnis |
| --- | --------------- | ------------------------ | ----------- | ----- | ------------------- | --------------------------------------- | -------- |
| 1.  | 15. August 2009 | Pesaro                   | ITF $10.000 | Sand  | Anastasia Grymalska | Alice Balducci Federica Di Sarra        | 6:2, 6:2 |
| 2.  | 17. April 2015  | Santa Margherita di Pula | ITF $10.000 | Sand  | Alice Matteucci     | Giorgia Marchetti Anna-Giulia Remondina | 6:2, 6:3 |

## Abschneiden bei Grand-Slam-Turnieren

### Einzel
| Turnier         | 2017 | 2018 | 2019 | 2020 | 2021 | 2022 | 2023 | 2024 | Karriere |
| --------------- | ---- | ---- | ---- | ---- | ---- | ---- | ---- | ---- | -------- |
| Australian Open | —    | —    | Q3   | 1    | 1    | 2    | 1    | 2    | 2        |
| French Open     | —    | Q3   | Q2   | VF   | 2    | HF   | 1    | 1    | HF       |
| Wimbledon       | Q1   | Q2   | Q1   |      | 1    | 1    | 1    | 1    | 1        |
| US Open         | Q2   | Q3   | Q1   | —    | 2    | 1    | 2    | 1    | 2        |

Zeichenerklärung: S = Turniersieg; F, HF, VF, AF = Einzug ins Finale / Halbfinale / Viertelfinale / Achtelfinale; 1, 2, 3 = Ausscheiden in der 1. / 2. / 3. Hauptrunde; Q1, Q2, Q3 = Ausscheiden in der 1. / 2. / 3. Qualifikationsrunde; nicht ausgetragen

### Doppel
| Turnier         | 2021 | 2022 | 2023 | 2024 | Karriere |
| --------------- | ---- | ---- | ---- | ---- | -------- |
| Australian Open | VF   | —    | 1    | 1    | VF       |
| French Open     | 1    | 1    | 2    | —    | 2        |
| Wimbledon       | —    | 1    | 1    | 1    | 1        |
| US Open         | —    | —    | 1    | 1    | 1        |